# Brookhaven (Missisipi)
Brookhaven – miasto w Stanach Zjednoczonych, w stanie Missisipi, w hrabstwie Lincoln. Według spisu w 2020 roku liczy 11,7 tys. mieszkańców. Większość mieszkańców (59,3%) to Afroamerykanie i osoby czarnoskóre. 